# Тора и Пичили
То̀ра и Пичѝли (на италиански: Tora e Piccilli) е община в Южна Италия, провинция Казерта, регион Кампания. Разположена е на 343 m надморска височина. Населението на общината е 947 души (към 2010 г.).
Административен център на общината е село Тора (Tora).